# Doreen Baingana
Doreen Baingana là một nhà văn và biên tập viên truyện ngắn người Uganda. Cuốn sách Tropical Fish của bà đã giành được giải thưởng Nhà văn thịnh vượng chung năm 2006, cuốn sách đầu tiên hay nhất, Khu vực Châu Phi, và Giải thưởng AWP cho truyện ngắn (Mỹ). Bà đã giành được giải thưởng Nhà văn độc lập của Washington và đã hai lần là người vào chung kết giải Caine về văn viết châu Phi. Bà đang là Tổng biên tập tại Story Moja, và là một trong những giám khảo giải thưởng Câu chuyện ngắn Commonwealth 2013. Bà đã nói chuyện trên TED 2013 về "Vai trò của ngôn ngữ xúc phạm trong tiểu thuyết" Tác phẩm của Baingana đã xuất hiện trên nhiều tạp chí và ấn phẩm, bao gồm African American Review, Callaloo, The Guardian và các ấn phẩm khác.

## Cuộc sống và giáo dục ban đầu
Sinh ra ở Entebbe, Uganda, Doreen Baingana có bằng luật từ trường Đại học Makerere, Uganda và bằng thạc sĩ M.F.A. từ Đại học Maryland, Hoa Kỳ. Trong khi tại Đại học Makerere Baingana là một thành viên tích cực của FEMRITE - Hội Nhà văn Phụ nữ Uganda, mà bà đã gọi là "một dạng ngôi nhà văn học". Baingana sống ở Mỹ hơn một thập kỷ, trước khi trở về Uganda.

## Viết văn
Bộ sưu tập những câu chuyện về cá nhiệt đới (Tropical Fish) của Baingana năm 2005 đã được xuất bản ở Mỹ, Nam Phi, Nigeria, Kenya, Uganda và gần đây nhất được dịch ra tiếng Thụy Điển. Bà đã dạy cách viết sáng tạo tại các cơ sở khác nhau bao gồm Đại học Maryland, Trung tâm Nhà văn ở Maryland, SLS / Kwani? Lễ hội văn học ở Kenya, và với Femrite ở Uganda. Bà là giảng viên của Liên hoan Văn học Mùa hè ở Kenya vào năm 2005 và 2006.